# Carbonitruro de hafnio
El carbonitruro de hafnio (HfCN) es un compuesto cerámico aniónico mixto altamente refractario compuesto de hafnio, carbono y nitrógeno. La estructura cristalina del carbonitruro de hafnio es resistente a temperaturas de hasta 4200 °C (7590 °F). En condiciones estándar, es el material más resistente al calor conocido, ya que ninguna otra sustancia conocida tiene un punto de fusión más alto.
En 2015, simulaciones atomísticas predijeron que un material de Hf-CN podría tener un punto de fusión superior al carburo de tantalio y hafnio y al carburo de hafnio en 200 °C. Esto se demostraría más tarde en pruebas experimentales realizadas en 2020 por la Universidad Nacional de Ciencia y Tecnología (NUST) en Moscú. Se probaron muestras de carburo de hafnio y carbonitruro de hafnio en el mismo entorno en el que se demostró que el carbonitruro de hafnio tenía un punto de fusión superior a 4000 °C, superior al del carburo de hafnio (3958 °C). Aún deben realizarse pruebas más precisas para determinar el punto de fusión exacto de la sustancia.